# Fregetta lineata
Fregetta lineata (лат.) — вид птахів з родини Oceanitidae.

## Поширення
Вид є ендеміком Нової Каледонії, але має ширший ареал, де не розмножується, у Кораловому морі та південній частині Тихого океану, аж до Маркізьких островів.
Морські спостереження продовжують відбуватися біля східного узбережжя Австралії, проте місцезнаходження гніздової колонії ще не виявлено. 26 вересня 2014 року на березі материкової частини Нової Каледонії, в населеному пункті, було виявлено молоду особину F. lineata. Це єдиний достовірний запис про F. lineata на суші, який вказує на ймовірне сусіднє місце розмноження.

## Таксономія
Описаний у 1848 році, новокаледонський буревісник, поряд з близькоспорідненим фрегетом новозеландським (F. maoriana), який має схоже смугасте забарвлення, довгий час вважався лише аберантним представником іншого виду буревісників. Визнання новозеландського буревісника повноцінним видом спонукало до переоцінки новокаледонського буревісника, і таким чином він був відроджений як окремий вид у 2022 р. Вважається, що він перебуває на межі зникнення, оскільки доросла популяція налічує лише 100 - 1000 пар.